# Дора (село)

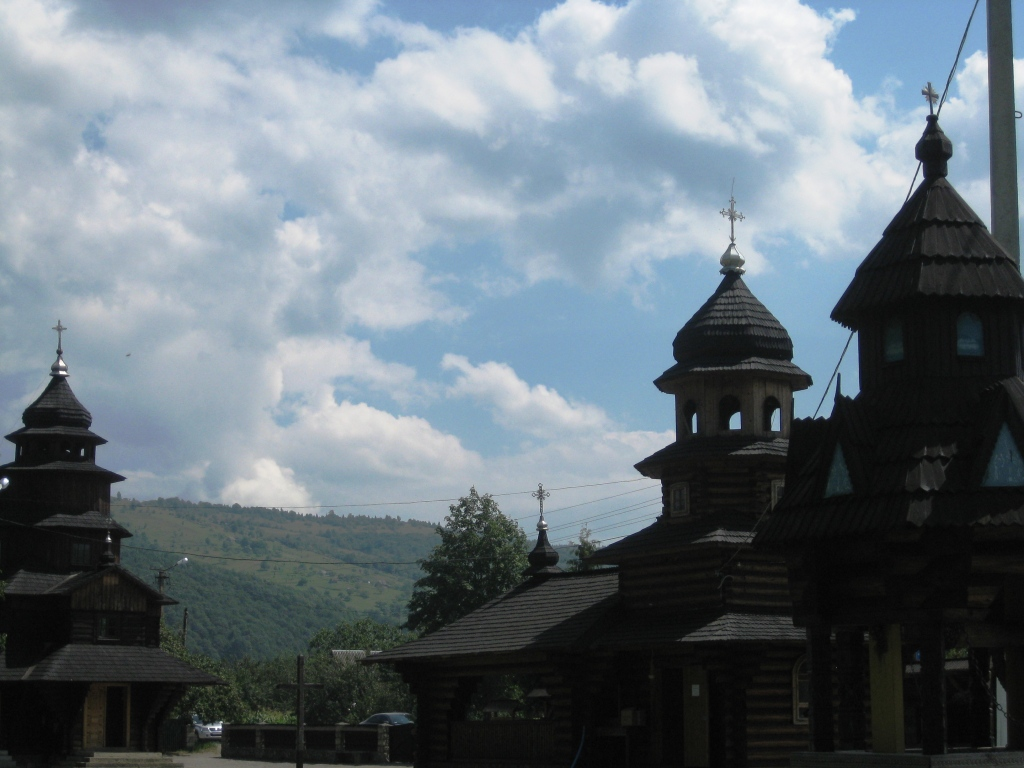
Дора. Монастир святого пророка Іллі Студійського Уставу

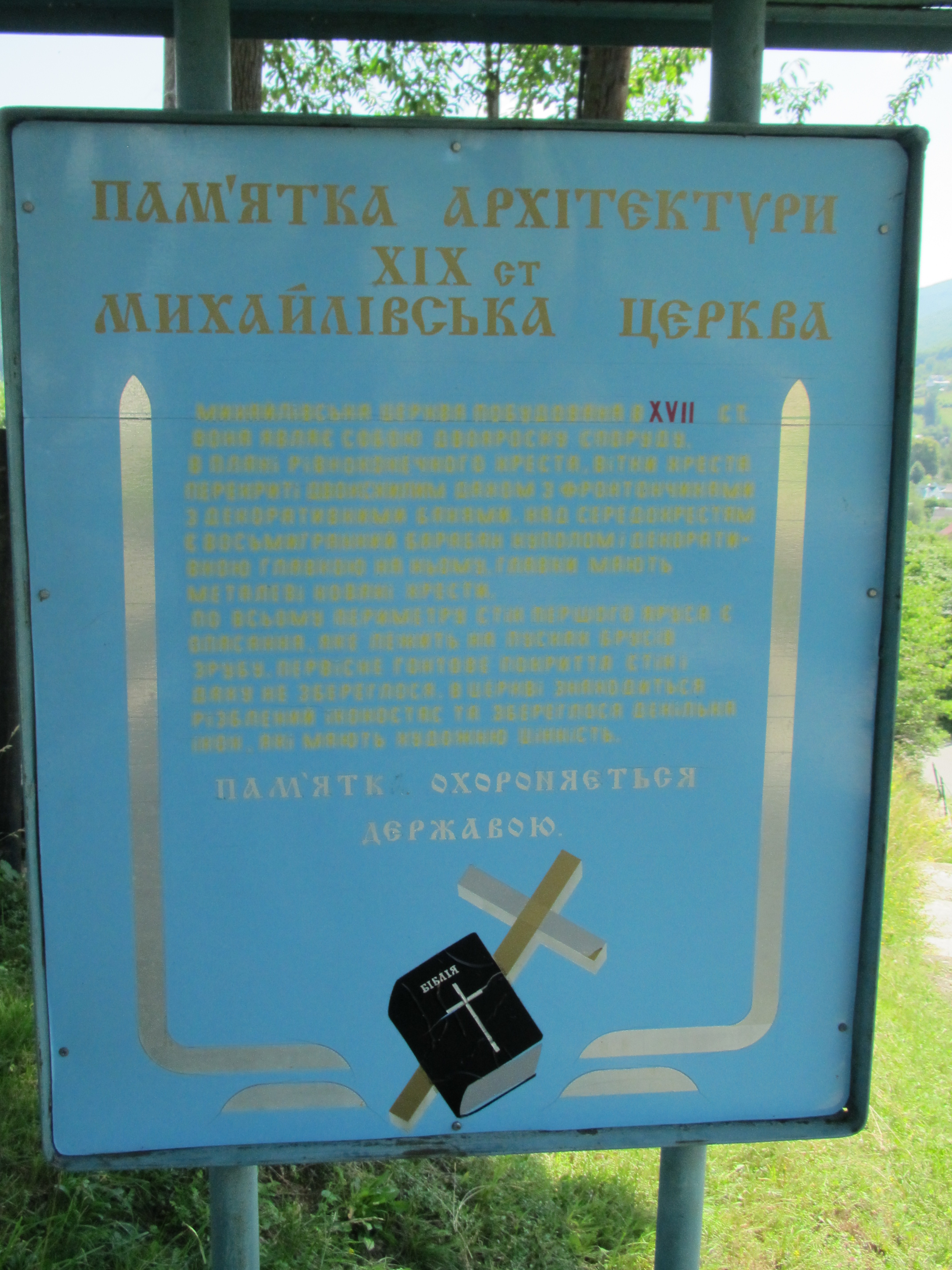

До́ра — колишнє давнє село, розташоване поблизу міста Яремче (нині входить до його складу).

## Географічне положення
На північ від Дори розташоване заповідне урочище «Дебриця», на північний захід — пам'ятка природи Білий Камінь.
Найближча повноцінна залізнична станція — Яремче, але в Дорі є і власна зупинка Дора, де зупиняються лише приміські поїзди.

## Назва
Дослідник Гуцульщини Б. Лещук висуває версію виробничого походження топоніма «дора» — від терміна «дор», «дори», себто місця розчищені під ріллю: корчування — дорування кущів, пнів.
Інша версія — при розширенні римської імперії багато парамілітарних (для охорони римських кордонів) поселень в Європі мали назву Дора.

## Історія
У 1894 році через село прокладено залізничну колію (зі станцією) із Станиславова на Вороненку і далі на Закарпаття.
Мешканці села до кінця 1952 року зі зброєю в руках чинили спротив московським окупантам.

### Церква чуда Святого Архистратига Михаїла
В Дорі розташована давня (датована XVII століттям та розширена у 1844 році) греко-католицька церква чуда Святого Архистратига Михаїла. Церква дерев'яна, хрестоподібна в плані, побудована в гуцульському стилі. В інтер'єрі храму збереглися первинні не замальовані розписи царських і бокових (дияконських) воріт, а також сцени мук Святої великомучениці Варвари на правому бічному престолі. Розписи іконостаса (пророчий, апостольський ряди) зроблені в XIX столітті, яким датована також частина ікон в церкві

## Відомі люди

### Народилися
- Юстин Бойко (нар. 1977) — український релігійний діяч, ієромонах-студит, письменник, блогер, доктор богослов'я (2012);
- Степан Ганушевський (1917—1996) — український бандурист;
- Василь Баюрак (1722—1754) — лідер повстання в 1745—1754 роках, прибічник Олекси Довбуша;
- Василь Івасюк (нар. 1960) — правлячий архієрей Коломийської єпархії УГКЦ.
- Теодор Мартинюк (нар. 1974) — єпископ-помічник Тернопільсько-Зборівський УГКЦ;
- Михайло Косило (1932—2000) — український греко-католицький священник, радянський політв'язень, ректор підпільної духовної семінарії Української греко-католицької церкви, Генеральний Вікарій Буковини[6];
- Василь Семенюк (нар. 1949) — архієпископ і митрополит Тернопільсько-Зборівський УГКЦ. Магістр богослов'я (1997).

### Мешкали, працювали
- Блаженний мученик о. Антоній Казновський (1878—1959) — священник УГКЦ, громадський діяч, репресований, помер у радянській тюрмі.
- о. Роман Гузан (1910—1992) — греко-католицький священик, педагог, в'язень ГУЛАГу. Викладав у місцевій підпільній духовній семінарії УГКЦ.

## Галерея

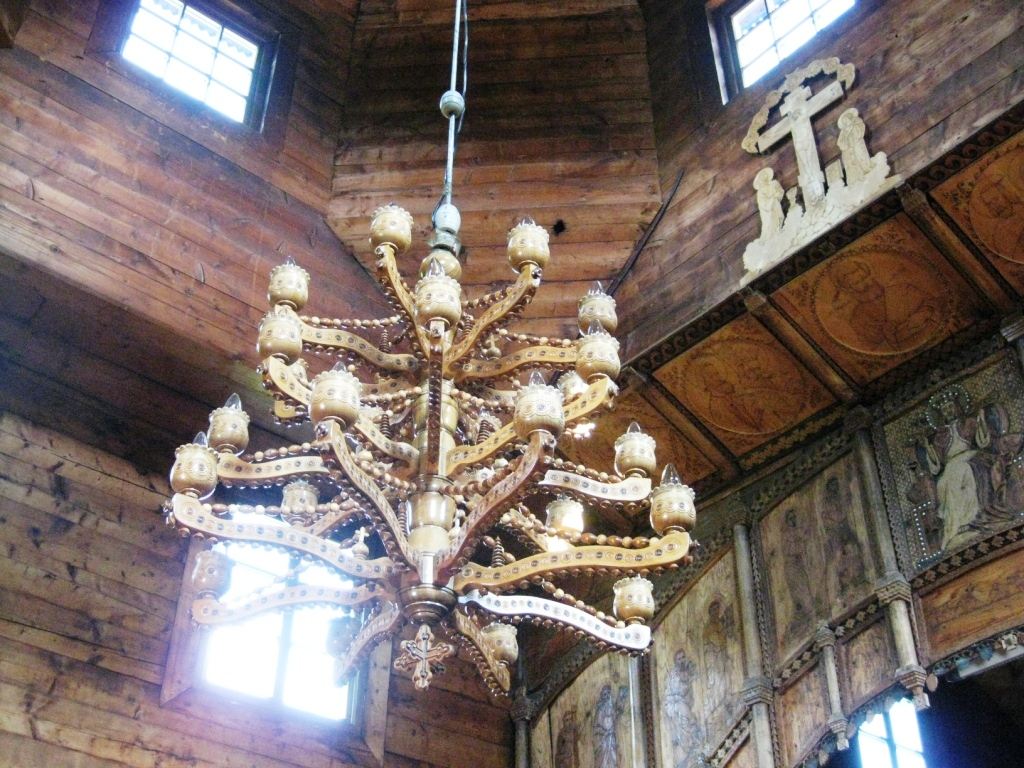
Церква святого пророка Іллі. Вигляд зсередини
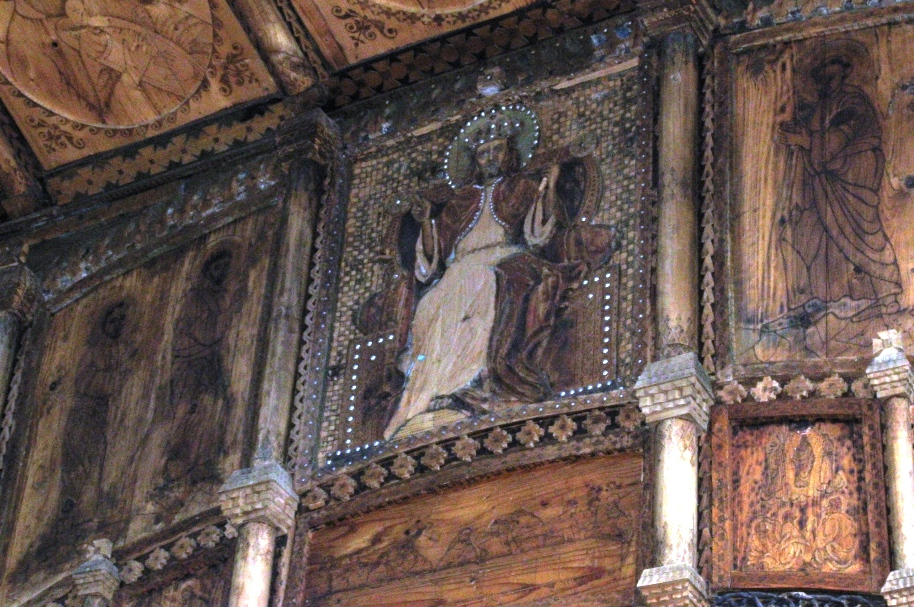
Церква святого пророка Іллі. Фрагмент дерев'яного іконостасу
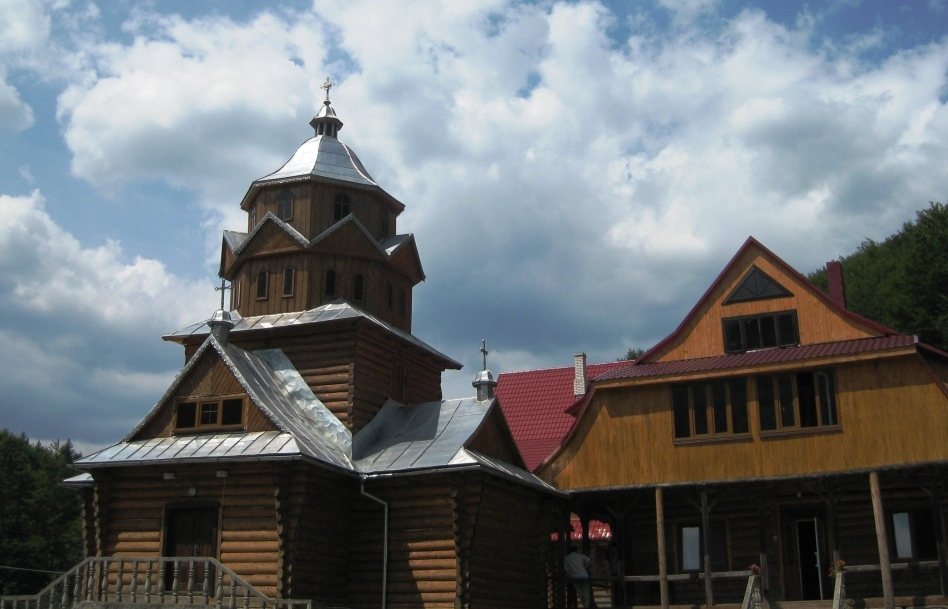
Монастир святого Андрія
Город Мучеників з погруддями ієрархів УГКЦ в монастирі святого Андрія
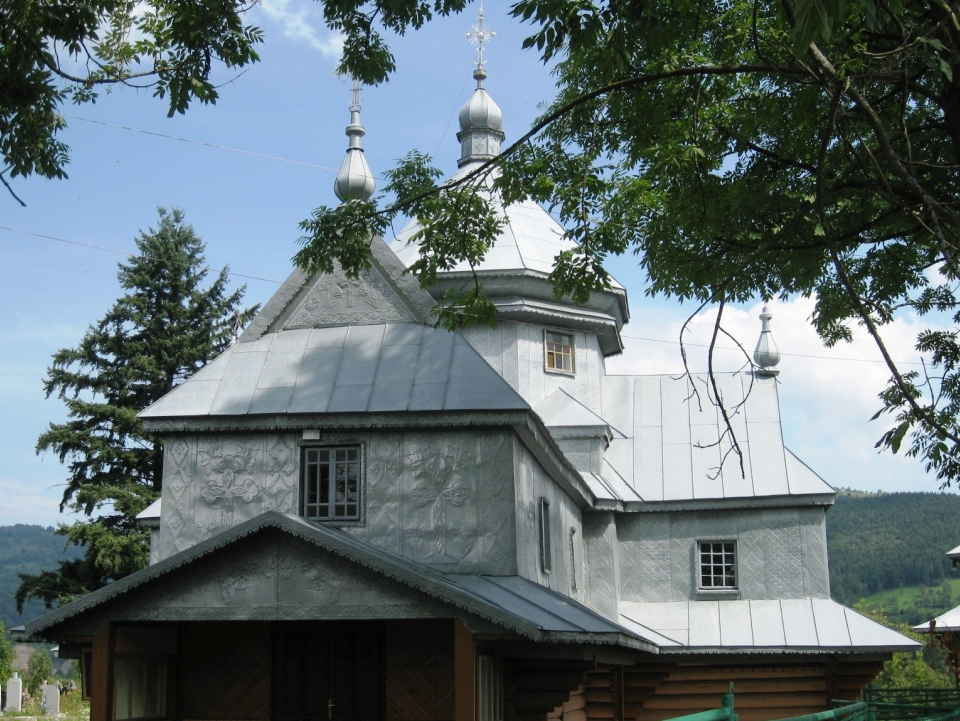
Церква Чудо архістратига Михаїла
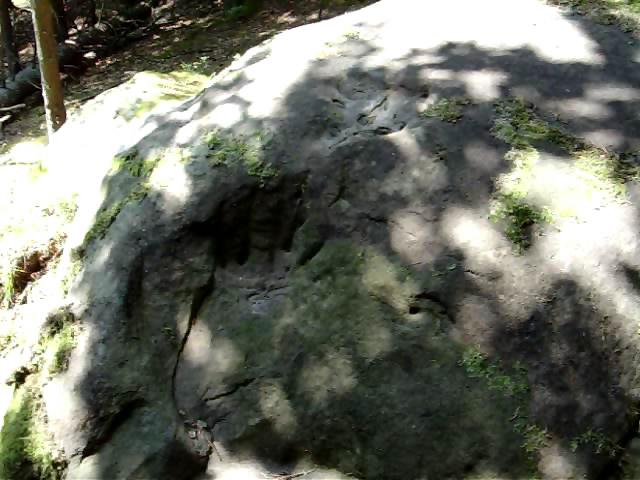
Закам’янілий відбиток лапи прадавнього хижака на кам'яній могилі
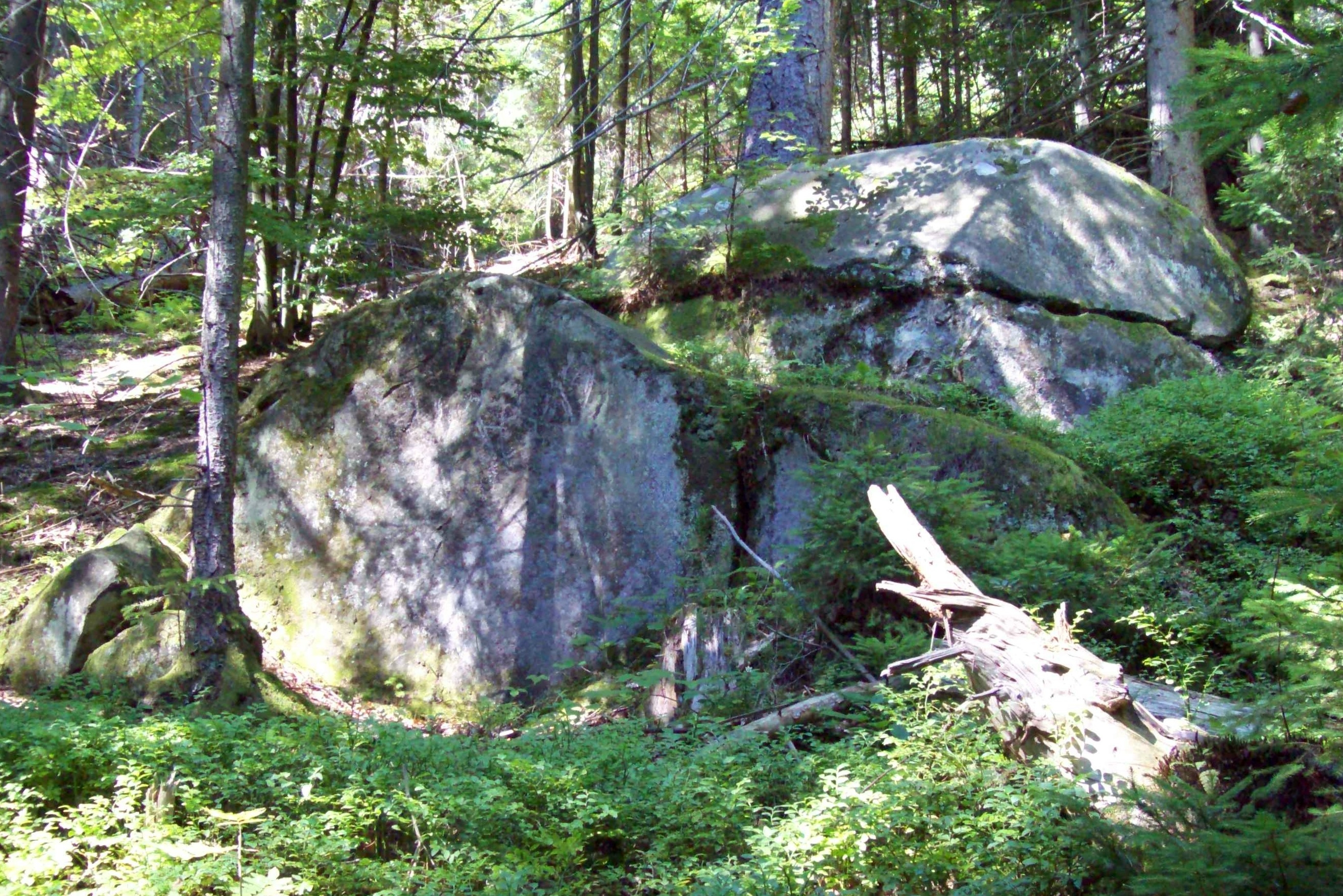
Залишки саркофага та храму кельтів[джерело?]
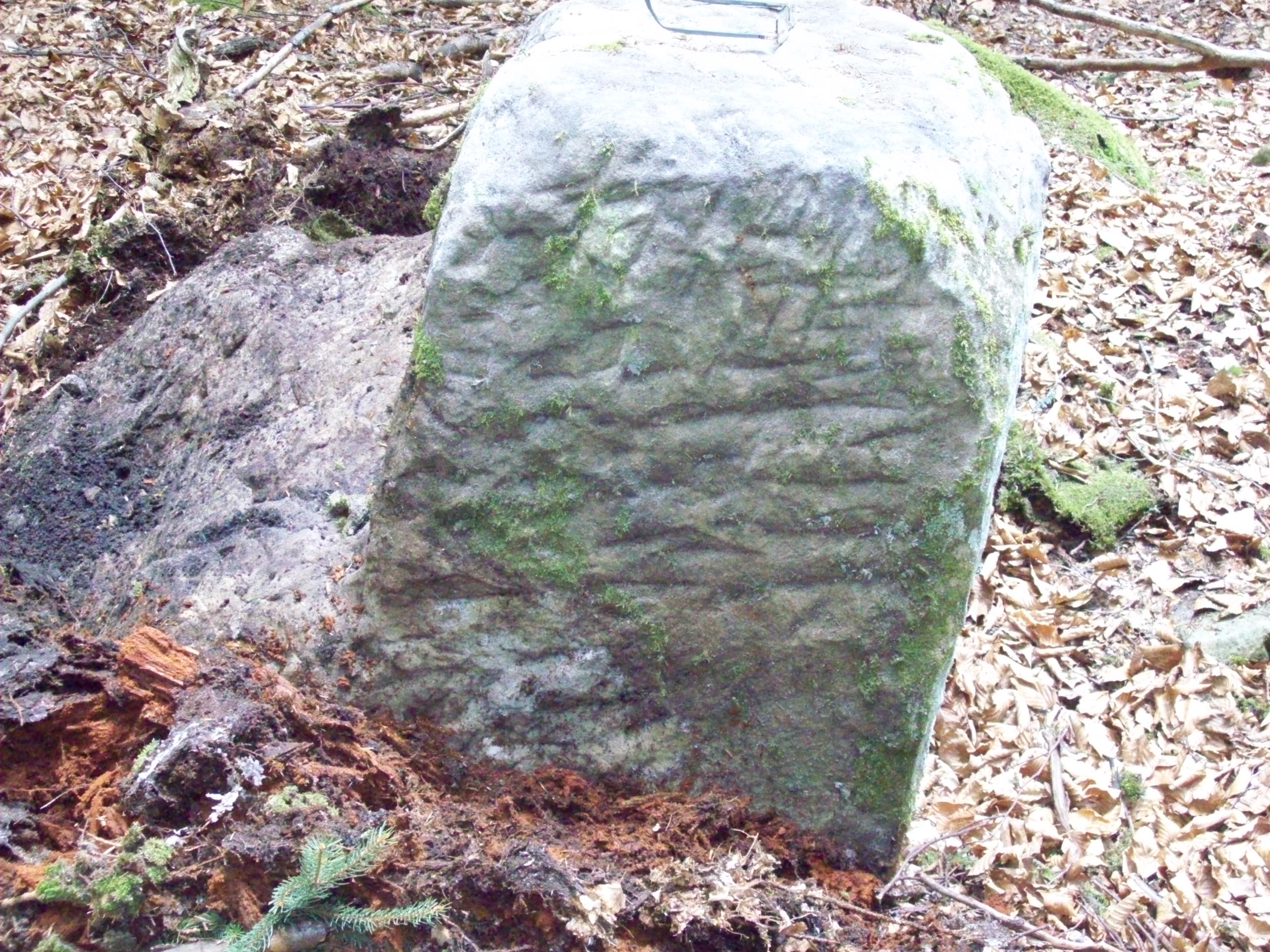
Дорожній маркер кельтів, що вказує на володіння правителя кельтів[джерело?]
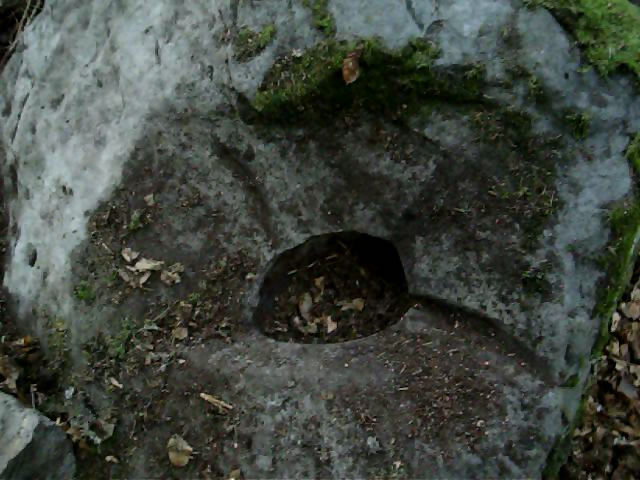
Камінь для подрібнення або для плавлення металу
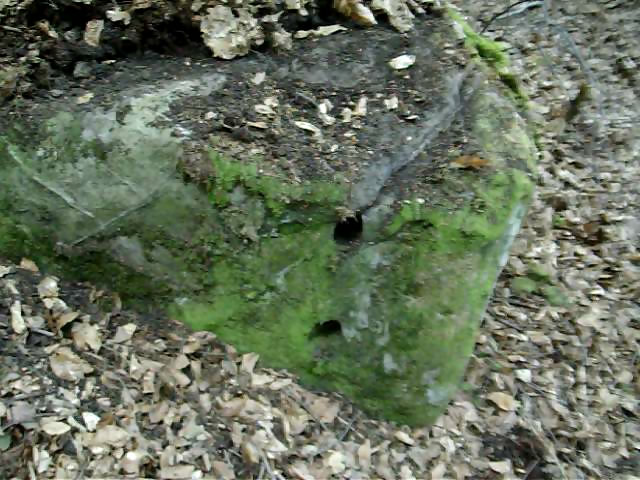
Камінь з отворами для з'єднання конструкції (поганського храму)